# Statuengruppe des Gottes Horus und des Königs Haremhab
Die Statuengruppe des Gottes Horus und des Königs Haremhab befindet sich in der Ägyptisch-Orientalischen Sammlung des Kunsthistorischen Museums in Wien. Sie zeigt den altägyptischen König (Pharao) Haremhab zusammen mit dem Gott Horus und datiert in die 18. Dynastie des Neuen Reiches (um 1300 v. Chr.).
Haremhab war unter Echnaton und Semenchkare Offizier. Nach diesen beiden Königen war er zusammen mit Eje zu Beginn von Tutanchamuns Regierungszeit für den Umzug der Regierung von Achet-Aton nach Memphis und die Abkehr von der Atonsreligion mitverantwortlich. Nach dem frühen Tod Tutanchamuns übernahm für vier Jahre Eje die Herrschaft und nach dessen Tod ließ sich Haremhab, der weder mit den Amarnakönigen noch mit seinem Nachfolger Ramses I. verwandt ist, selbst zum König krönen. Seine Herrschaft ließ er am thebanischen Opet-Fest durch den Gott Amun bestätigen (Krönungsstele). Unter Haremhab wurde die Restaurierung der alten Kulte und der Wiederaufbau der alten Tempel im Zuge der Abkehr von der Atonreligion abgeschlossen.

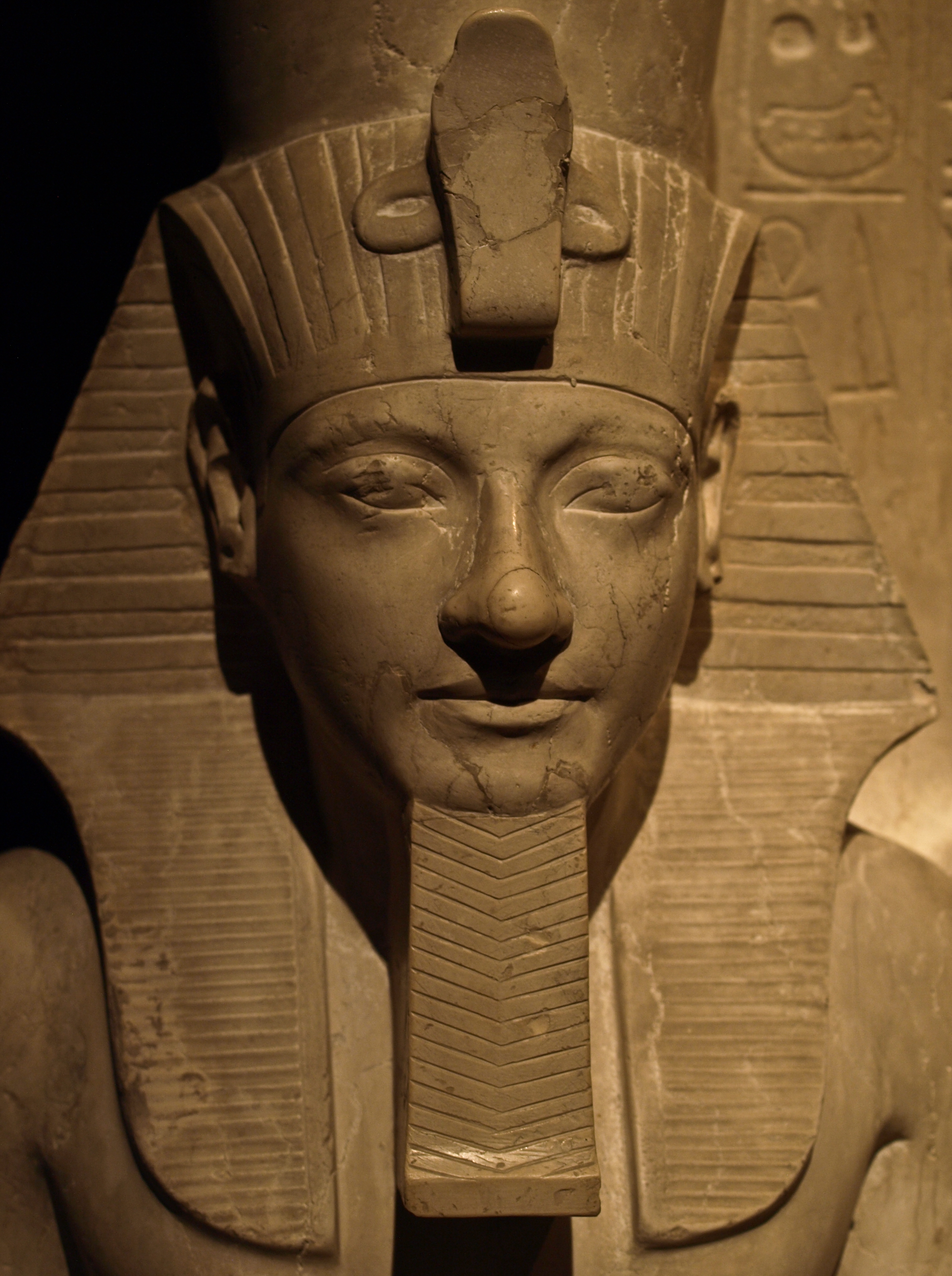
Detail: Gesicht Haremhabs

Neben dieser Statuengruppe des Haremhab mit Horus existieren zwei weitere Statuengruppen. Die eine befindet sich in Turin und zeigt ihn mit Amun, die andere in London zeigt ihn mit Amun-Kamutef. Amun ist der Gott, der Haremhabs Krönung bestätigt hat; aber „sein Vater Horus“ war es, der ihn zum Pharao erwählt hat. Ihm zu Ehren wurde die Wiener Statuengruppe geschaffen.
Die Skulptur aus Kalkstein zeigt den fast lebensgroßen König Haremhab, der zur Linken des Gottes Horus sitzt. Horus hält seinen rechten Arm um die Hüfte des Königs, in seiner Linken hält er das Lebenszeichen.  Beide Figuren tragen den kurzen rituellen Schurz, auf dem Kopf die Doppelkrone (Pschent) und Uräusschlange, der König zusätzlich das gestreifte Nemes-Kopftuch und den Königsbart.
Die Statuengruppe wurde in der Neuzeit einer umfangreichen Restauration unterzogen, bei der die außen gelegenen Arme und die Füße beider Gestalten, die linke Hand, der Bart und die Nasenspitze des Königs sowie der Falkenschnabel ergänzt wurden.
Helmut Satzinger meint zur Wirkung der Skulptur:

„Die faszinierende Wirkung des Werkes beruht vor allem auf dem Kontrast zwischen der traditionsverbundenen Strenge der allgemeinen Gestaltung und dem noch weitgehend vom Geist der späten Amarna-Kunst geprägten Königsgesicht. Der Realismus, der die anatomischen Details wiedergibt, und der bei aller Idealisierung beibehaltene Porträtcharakter sind eine Fortsetzung der Kunst des "Ketzerkönigs" Echnaton. Alles in allem scheint uns die Skulptur die Persönlichkeit des tatkräftigen Staatsmannes Haremhab näher zu  bringen als jedes andere seiner Bildnisse.“

Die eigentliche Herkunft der Statuengruppe in Ägypten ist nicht bekannt. Sie wurde von Erzherzog Franz Ferdinand aus der Estensischen Sammlung (Schloss Cattajo) geerbt und 1918 in die Sammlung des Kunsthistorischen Museum in Wien übernommen.